# Il mistero di Muriel
Il mistero di Muriel (The Hungry Goblin) è un romanzo giallo del 1972, di John Dickson Carr, l'ultimo scritto dal celebre giallista; è uno dei suoi mystery di ambientazione storica.

## Trama
Londra 1869. Kit Farrell torna a casa dopo essere rimasto nove anni in America e aver preso parte, in qualità di giornalista, alle drammatiche vicende della guerra di secessione. Ad attenderlo in albergo trova l'amico Nigel Seagrave, un famoso esploratore che ha sposato la bella Muriel. Ma Nigel, che ha passato buona parte della sua vita in Africa, è tormentato da un dubbio, su cui chiede il parere di Kit: e se la donna con la quale vive non fosse Muriel ma una sua sosia? Kit minimizza, ma poco dopo qualcuno tenta di uccidere l'amico nella serra di Udolpho, la stupenda villa in cui Nigel e Muriel risiedono. Il tentativo non riesce e chi ha sparato sembra essersi volatilizzato nel nulla attraversando le pareti di una stanza chiusa. Per fortuna la polizia può contare sulla collaborazione di Wilkie Collins e sarà proprio il famoso scrittore a squarciare il velo di un mistero fitto e impenetrabile.

## Edizioni italiane
- Il mistero di Muriel, collana I classici del Giallo Mondadori n. 693, Arnoldo Mondadori Editore, agosto 1993, pp. 289.